# تأمين بحري

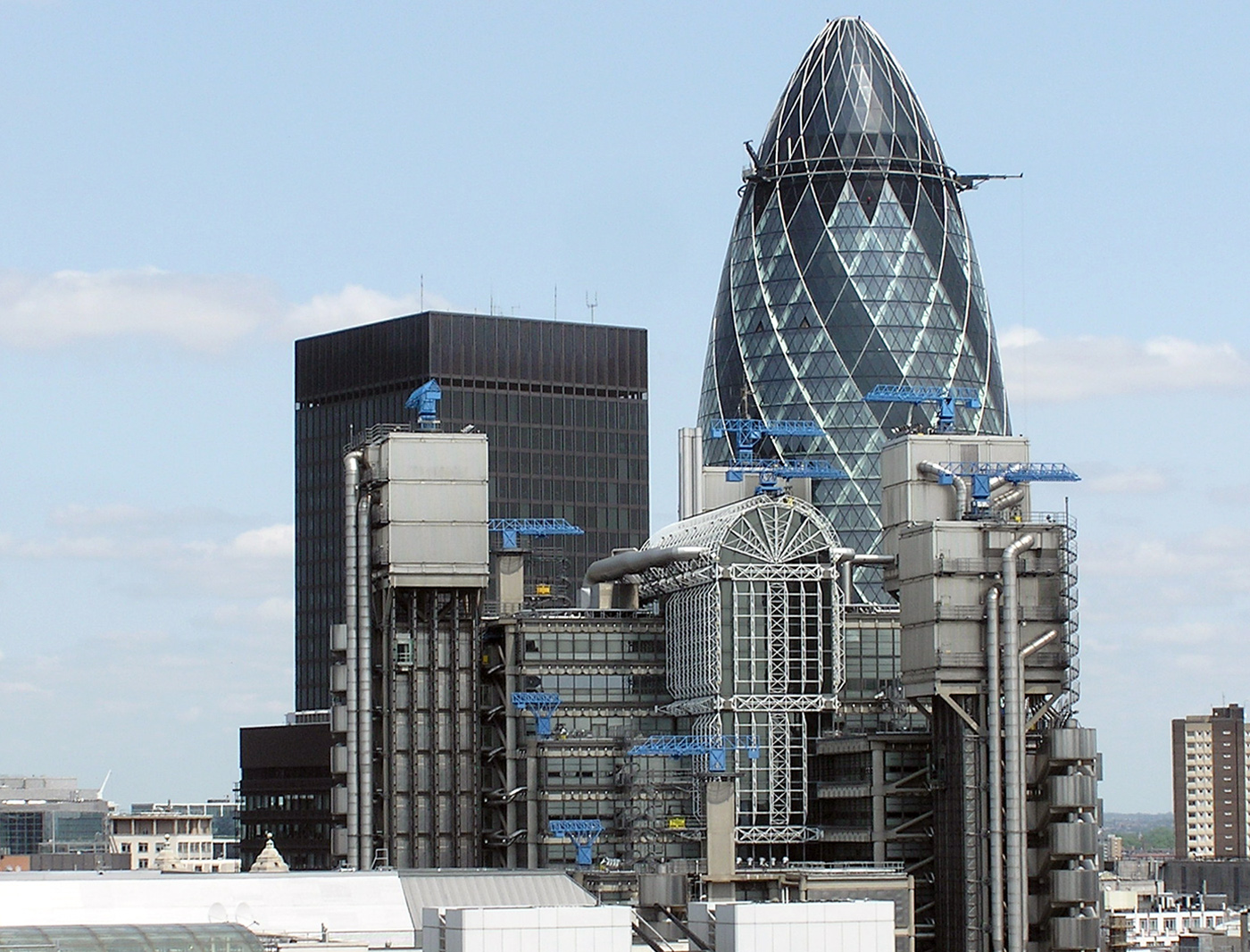

التأمين البحري في مفهومه الضيق يعني التأمين على البضائع المنقولة بحراً. لكنها تمتد لتشمل نقل البضائع براً وجواً وبالطرود البريدية إضافة إلى النقل البحري. يعرف القانون الإنكليزي عن التأمين البحري في المادة 1/1906 على انه العقد الذي يتعهد فيه المؤمن بتعويض المؤمن له بالطريق والمدى المتفق عليهما من الخسائر البحرية التي تتعرض لها المخاطرة البحرية ويمك توسيع عقد التأمين البحري بمقتضى شروط صريحة منصوص عليها فيه وبمقتضى العرف التجاري بحيث يغطي الخسائر في المياه الداخلية أو الأخطار البرية المصاحبة.

## تاريخ التأمينالبحري
لقد أشارت الدراسات إلى أن التأمين البحري هو أقدم أنواع التأمينات على الإطلاق حيث أثبتت مثل لك الدراسات تعامل أصحاب الحضارات القديمة بهذا النوع من التأمين كالحضارة الاشورية والفينيقية، كما أن الدراسات أثبتت ان قانون رودس الخاص بالعوارية «الخسارة الجزئية العامة» تعود إلى عام 2500 ق.م وهذا يعني ان التأمين البحري قد عرفته الأمم منذ قديم الزمان أما في شكله المعاصر فإن الام التي انجبت التأمين البحري الحالي هي فكرة القرض البحري والتي ظهرت في ميناء لندن على نهر التايمز في مقهى يُدعى مقهى لويدز حيث كان رواد هذا المقهى من أصحاب السفن ورباناتها والاشخاص المهتمون بالملاحة البحرية والتجارة حيث كانوا يتداولون أخبار المخاطر التي تتعرض لها سفنهم خلال رحلاتها في اعالي البحار إلى أن جاء شخص واقترح فكرة القرض البحري والتي مؤداها إعطاء صاحب السفينة وصاحب البضاعة المنقولة عليها قرضاً من المال يساوي قيمة السفينة والبضاعة وفي مقابل فائدة قانونية ولتكن 10% فإن هلكت السفينة وما عليها من بضائع فإن المقترض يرد اصل القرض إلى المقرض وفكرة القرض البحري التي نتحدث عنها شبيهه إلى حد كبير في التأمين البحري المعاصر حيث أن شركة التأمين حالياً تتعهد بدفع مبلغ التعويض في حال تحقق أحد أو بعض المخاطر التي يشملها العقد وذلك في مقابل قسط التأمين فإن تحققت تلك المخاطر أو بعض منها قامت بدفع التعويض وان لم يتحقق أي خطر فإنها لا تدفع أي تعويض للمؤمن له.

## أنواع المخاطر البحرية
حينما نقول أنواع المخاطر البحرية فهذا لا يعني ان صفة تلك المخاطر ومكان تحققها بالكامل هو البحر ولكن المقصود من التسمية هي المخاطر التي تتحقق في البحر وعلى اليابسة حيث أن الرحلة غالباً ما تكون من جزئين جزء بحري وجزء بري وتبعاً لذلك فغن المخاطر قد تحققت في الجزء البحري وقد تتحقق أثناء وجود البضاعة على اليابسة ولهذا السبب فإن تصنيفنا للمخاطر سيكون على النحو التالي:
1. مخاطر البحري Sea Perils ومن التسمية فإن المقصود بها المخاطر ذات الصفة الطبيعية في البحر كهياج البحر والانواء البحرية العواصف الصواعق في البحر أي انها ذات مصدر ومنشأ طبيعيين.
2. مخاطر في البحر Perils in sea ومن تسميتها فإن مصدرها ومنشأها ليس طبيعياً ومن امثلتها التصادم البحري، لصوص البحر، القراصنة، الحرب، وغيرها من المخاطر التي ليس مصدرها طبيعياً.
3. المخاطر المختلطة Mixed Perils وهي من التسمية تشمل النوعين المذكورين اعلاه إضافة إلى المخاطر التي قد تتعرض لها البضاعة على اليابسة سواء في موانيء التحميل أو التفريغ أو خلال الجزء البري الكامل للرحلة كخطر السرقة وتدهور الشاحنة أو احتراقها أو انهيار الجسور التي تمر من فوقها أو تصادمها أو سرقة البضائع أو أي خطر قد يتحقق أثناء ذلك الجزء البري المكمل للرحلة.